# Alipark
Alipark es un barrio de la ciudad española de Alicante. Según el padrón municipal, cuenta en el año 2023 con una población de 3107 habitantes (1683 mujeres y 1424 hombres).

## Localización
Alipark limita al norte con el barrio de San Blas-Santo Domingo; al este con el barrio de Ensanche Diputación; al sur con el barrio de Benalúa y parcialmente con el Polígono Babel; y al oeste con el barrio de San Fernando-Princesa Mercedes. Está incluido en el distrito 3 de la capital alicantina.
Asimismo, está delimitado exteriormente, desde el este y en el sentido horario, por las avenidas y calles siguientes: Salamanca, Aguilera, Princesa Mercedes y Ausó y Monzó. El límite norte lo marca el terreno de las vías del tren de la estación de Alicante-Terminal.

## Etimología
Originalmente parte del barrio de Benalúa, con el que limita al sur, su nombre es una combinación de los términos Alicante, abreviado "Ali", y "Parque", en inglés "Park", que es la denominación de la urbanización semiprivada Alipark, proyectada sobre los terrenos de la antigua fundición de Aznar en 1968.

## Historia

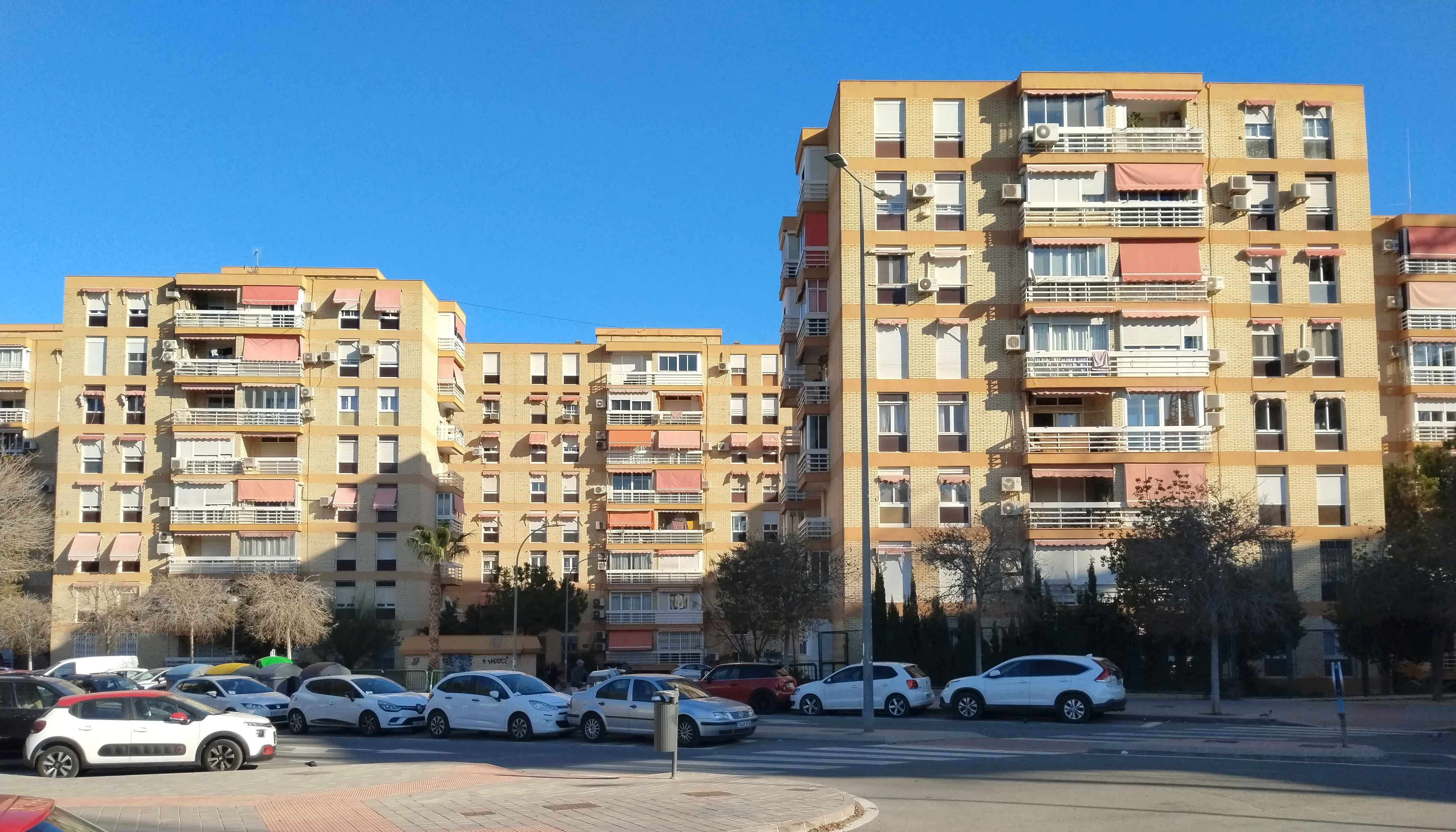
La urbanización Alipark

El barrio de Alipark se originó en la urbanización del mismo nombre levantada en los años setenta del siglo XX, sobre unos terrenos que en su día estuvieron ocupados por la fundición de Tomás Aznar e hijos. Fue diseñada por los arquitectos Miguel López González y Julio Cavestany, y se compone de varios bloques de viviendas de hasta 8 alturas fácilmente identificables por sus típicos toldos naranjas y su construcción de ladrillo caravista. Además la promotora de la urbanización cedió gratuitamente al ayuntamiento de la ciudad un solar de 2892 m² para que se construyera un colegio público, el cual recibió el nombre de José Carlos de Aguilera, IV marqués de Benalúa. Dentro del barrio también se encuentran los terrenos del antiguo Cuartel de Benalúa, llamado Cuartel de la Princesa Mercedes, que han sido urbanizados, abriendo nuevas calles, con una nueva gran plaza inaugurada en 2021, y donde se está levantando la nueva Ciudad de la Justicia desde 2023.
Asimismo, en Alipark se incluye la barriada del Rincón de la Gloria, así conocida por ser una zona con pocos habitantes y sin circulación de vehículos. Fue levantada en el Huerto de Ferrer, antiguo Huerto de Mabili, junto a la estación del tren.

## Población
Según el padrón municipal de habitantes de Alicante, la evolución de la población del barrio de Alipark en los últimos años, del 2011 al 2022, tiene los siguientes números:
|              | 2011 | 2012  | 2013 | 2014  | 2015 | 2016  | 2017  | 2018  | 2019  | 2020  | 2021  | 2022  | 2023   |
| ------------ | ---- | ----- | ---- | ----- | ---- | ----- | ----- | ----- | ----- | ----- | ----- | ----- | ------ |
| Población    | 3122 | 3091  | 3084 | 3065  | 3062 | 2995  | 3012  | 2998  | 3050  | 3019  | 2982  | 2994  | 3107   |
| (Diferencia) |      | (-31) | (-7) | (-19) | (-3) | (-67) | (+17) | (-14) | (+52) | (-31) | (-37) | (+12) | (+113) |

## Lugares destacados
- Estación de Alicante-Terminal
- Plaza de la Ciudad de la Justicia, sobre parte del solar del antiguo Cuartel de Benalúa
- CEIP José Carlos Aguilera
- Parroquia Corpus Christi